# 串村 (石川県)
串村（くしむら）は石川県能美郡にあった村。現在の小松市串町・串茶屋町・村松町にあたる。

## 地理
- 湖沼 ： 柴山潟

## 歴史
- 1889年（明治22年）4月1日 - 町村制の施行により、串村、串茶屋村及び村松村の区域をもって、串村が発足する。
- 1907年（明治40年）8月5日 - 串村、末佐美村及び今江村が合併して、御幸村が発足する。